# جين أمدال
جين مايرون أمدال (بالإنجليزية: Gene Myron Amdahl)‏ ‏(16 نوفمبر 1922 - 10 نوفمبر 2015) مصمم حواسيب نرويجي أمريكي ومقاول في التقنيات المتطورة. عرف بعمله في شركة آي بي إم في تطوير الحواسيب الكبيرة قبل أن يعرف بشركاته خاصة أمدال كوربوريشن. ويشتهر أيضا بقانون أمدال في محدودية الحوسبة المتوازية.